# 钱录
《钱录》，清代著录历代钱币的著作。宋代以前有封演等多人著有名为《钱录》之书，皆已失传。清乾隆十五年（1750年）梁诗正等人奉敕纂辑《钦定钱录》十六卷，共收录自伏羲氏至明代崇祯年间钱币，以及外国货币、厌胜钱共五百多种。